# Пиарантус
Пиарантус (лат. Piaranthus) — род многолетних суккулентных растений семейства Кутровые (Apocynaceae), произрастающий на территории Ботсваны, Намибии и ЮАР. Входит в трибу Стапеливые (Stapelieae).

## Название
Родовое латинское название Piaranthus, возможно, происходит от греч. piar – толстый, жир, anthos (άνθος) – цветок. 
Русскоязычное название является транслитерацией латинского.

## Описание

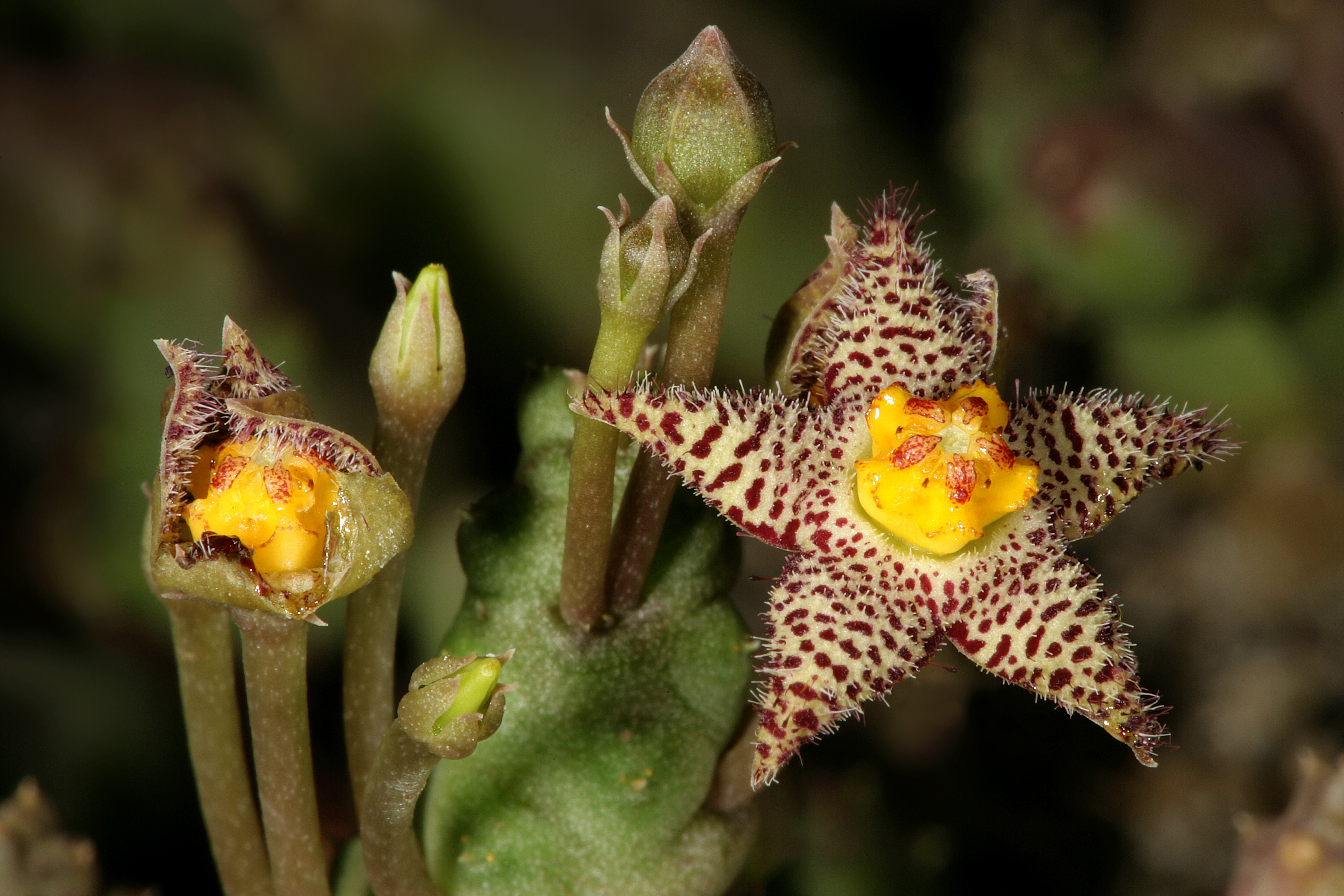
Цветки Piaranthus comptus

Карликовые, суккулентные многолетники, которые формируют густые маты. Их стебли цилиндрические, иногда булавовидные, округло-четырех- или пятигранные, с треугольными рубчиками рудиментарных листьев на углах.
Соцветия кистевидно-щитовидные, по 1-3 на стебле, располагаются в верхней части. Цветки появляются последовательно, образуяся на рудиментарных цветоносах. Обычно цветки насчитывают от 1 до 5. Чашелистики имеют яйцевидно-ланцетную форму с заостренным концом и чешуйками внутри основания. Венчик вращающийся, может быть глубокорассеченным до колокольчатого, трубчатым или с практически плоским основанием. В верхней части венчика обычно видны пять лопастей, которые часто имеют загнутые края и могут быть опушенными на внутренней поверхности. Цвет короны обычно желтый и отходит от тычиночного столба. Фолликулы образуются парами, зеленые, иногда с красными пятнами, их поверхность гладкая. Семена плоские, яйцевидные, имеют крылья и хохолок.

## Систематика
Этот род был создан Робертом Брауном в 1811 году на основе двух видов, Stapelia pulla (синоним Quaqua mammillaris) и Stapelia punctata (синоним Piaranthus punctatus). Он был описан как род без внешней короны, но это описание должно было быть отнесено только к Stapelia punctata, потому что у Stapelia pulla есть хорошо выраженная внешняя корона. В 1812 году другой ученый, Адриан Хэуорт, отнес Stapelia pulla к другому роду, но ошибочно отнес Stapelia punctata к новому роду. Позже возникло еще больше путаницы в классификации этого рода. Некоторые виды очень похожи, и их сложно отличить друг от друга, особенно когда они высушены. Однако существуют промежуточные формы и вариации, которые связывают эти виды вместе.

## Таксономия
Piaranthus R.Br., первое упоминание в Asclepiadeae: 12 (1810).

### Синонимы
Гетеротипные (основанные на разных номенклатурных типах):
- Huerniopsis N.E.Br. (1878)
- Obesia Haw. (1812)

### Виды
Подтвержденные виды по данным сайта Plants of the World Online на 2023 год:
- Piaranthus atrosanguineus (N.E.Br.) Bruyns
- Piaranthus comptus N.E.Br.
- Piaranthus cornutus N.E.Br.
- Piaranthus decipiens (N.E.Br.) Bruyns
- Piaranthus erratus Plowes
- Piaranthus fuscatus (N.E.Br.) Plowes
- Piaranthus geminatus (Masson) N.E.Br.
- Piaranthus parvulus N.E.Br.
- Piaranthus punctatus (Masson) Schult.

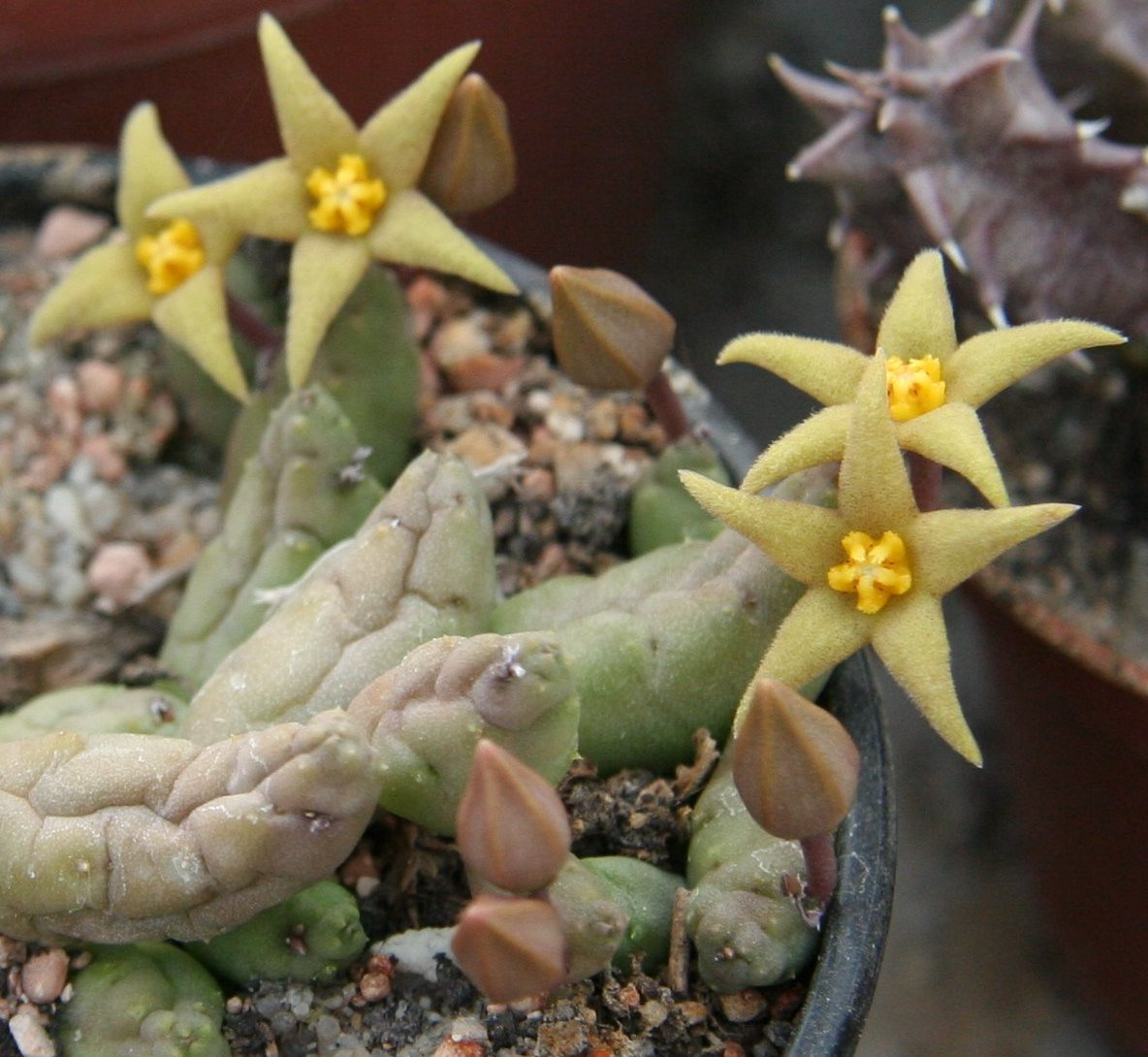
Piaranthus geminatus
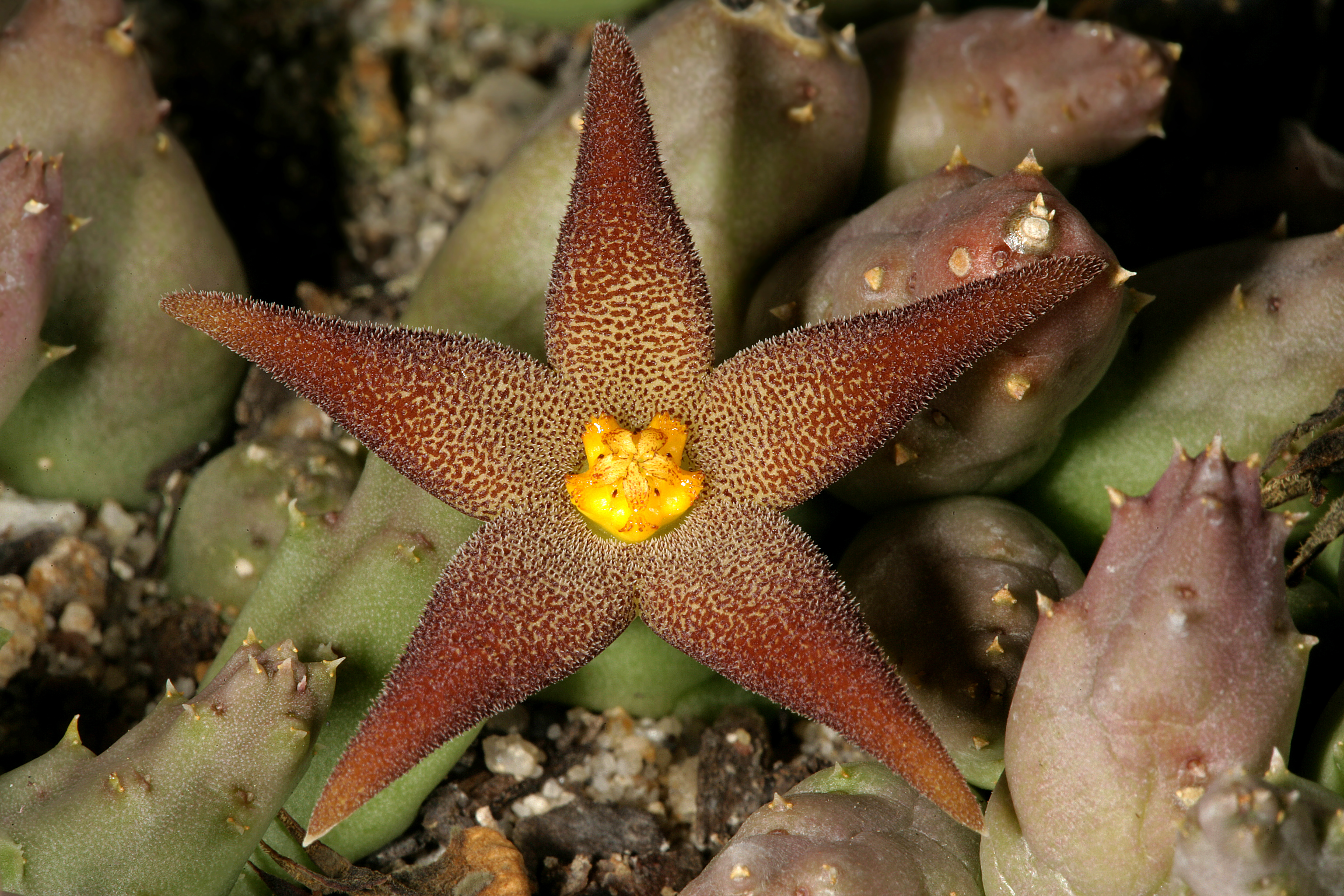
Piaranthus geminatus
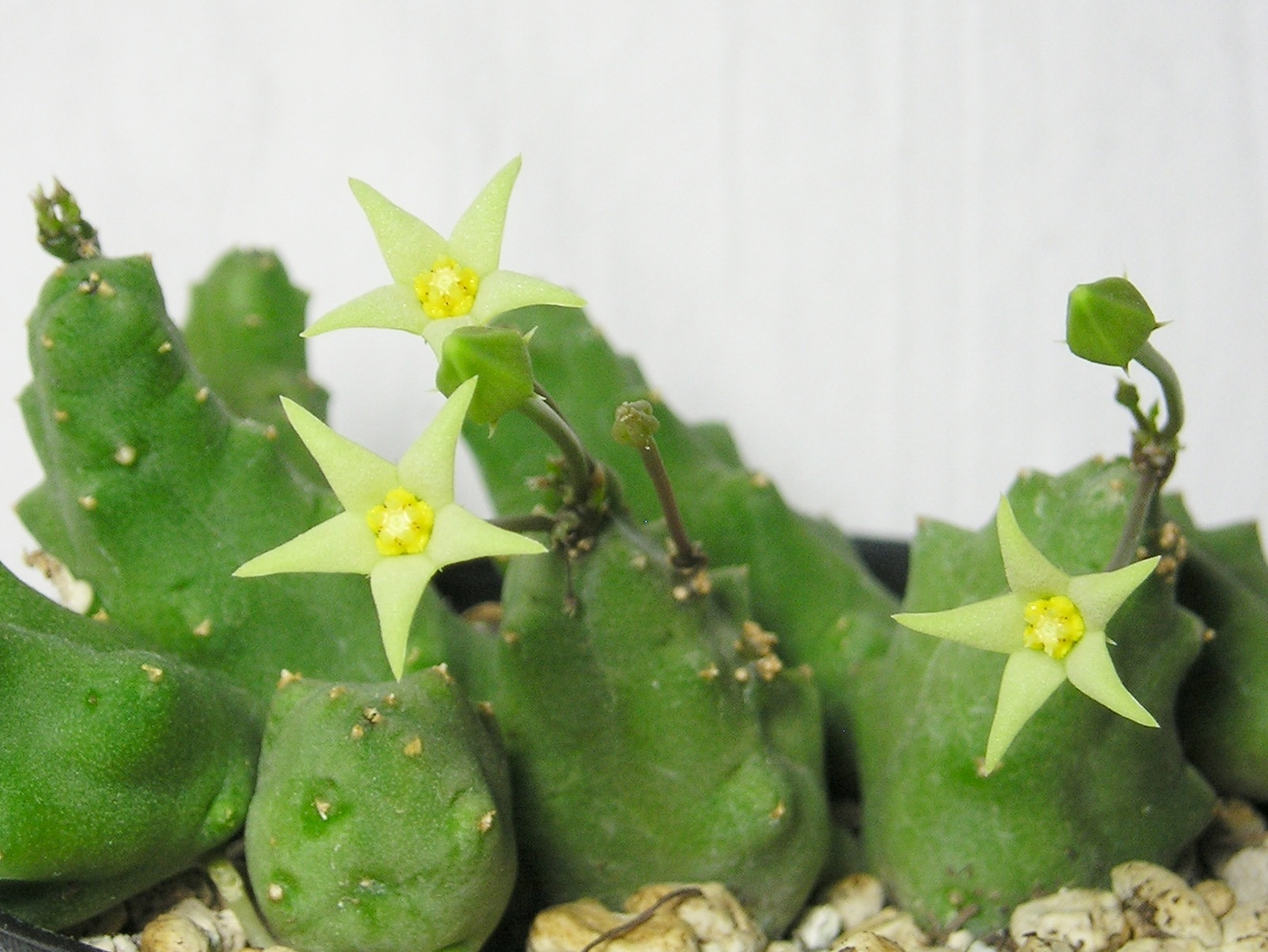
Piaranthus parvulus